# Rasol
Rasol (pronunciació en romanès: [raˈsol]) és un plat romanès fet de carn, patates i verdures, que es bullen junts. La carn pot ser d'au (normalment de pollastre, però també d'ànec, oca o gall dindi), vedella o porc.
Normalment s'utilitza una costella de pollastre o de porc picada. Les patates (pelades), les pastanagues, els tomàquets i les cebes s'afegeixen sencers i es bullen amb la carn. Se sol servir juntament amb una mica de la sopa resultant, i amb mujdei o rave picant.